# Eugen Diebold
Eugen Diebold (1907 – Zurigo, 15 gennaio 1975) è stato un calciatore svizzero, di ruolo attaccante.

## Carriera

### Club
Ha sempre giocato nel campionato svizzero.

### Nazionale
Ha collezionato quattro presenze con la propria Nazionale.